# Trituración

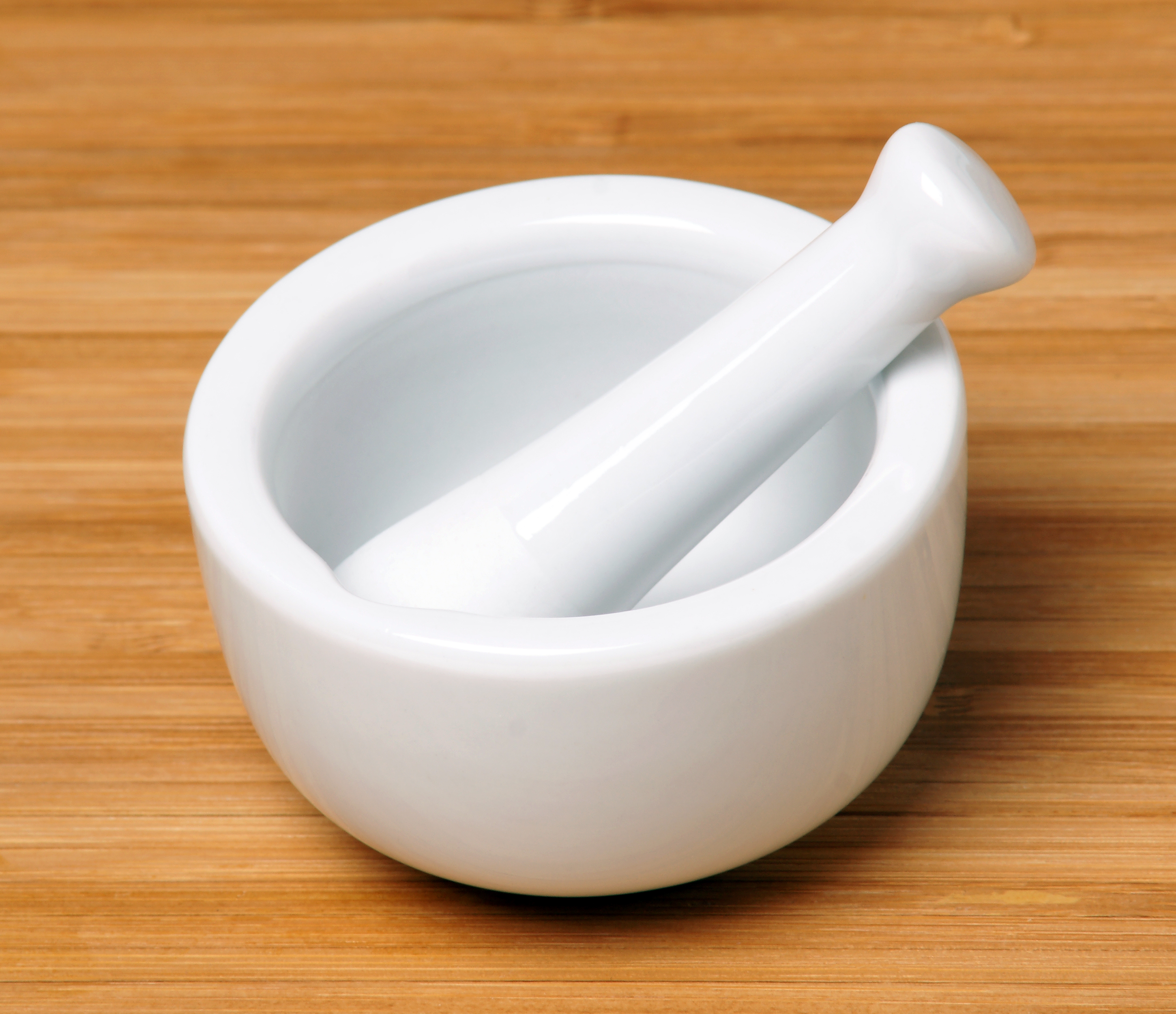
Mortero, usado para triturar.

La trituración es el nombre de los diferentes métodos de procesamiento de materiales. El triturado es también el nombre del proceso para reducir el tamaño de las partículas de una sustancia por la molienda, como por ejemplo  moler los polvos en un mortero con un mazo. La trituración, además, se refiere a la producción de un material homogéneo a través de la mezcla. Por ejemplo, la amalgama dental se forma mediante la combinación de partículas de una aleación con el mercurio.

## Descripción
En química orgánica, la trituración es un proceso utilizado para purificar los compuestos químicos brutos que contienen impurezas solubles. Un solvente es elegido en el cual el producto deseado es insoluble y no deseado por productos que son muy solubles (o al revés). El material bruto es lavado con el solvente y se filtra, dejando el producto purificado en forma sólida, y las impurezas en solución.
En farmacología, la trituración también se puede referir al proceso de molienda de un compuesto a otro para diluir uno de los ingredientes, agregar el volumen de procesamiento y manipulación, o para encubrir cualidades indeseables. Por ejemplo, el ácido acetilsalicílico es un activo común usado por muchas razones farmacológicas que van desde el alivio del dolor al adelgazamiento de la sangre. Es eficaz en alrededor de 500 miligramos en el cuerpo. Desde 500 mg es demasiado pequeño para manejar, comercializar o consumir, el ácido acetilsalicílico se tritura con un sólido soporte biodisponible no activo antes de que la píldora se haga.